# Cronistoria del Football Club de Nantes
Nella presente pagina è riportata la cronistoria del Football Club de Nantes, società calcistica francese con sede nella città di Nantes.